# Центральний національний комітет
Центральний національний комітет (ЦНК) — таємний керівний орган червоного табору, діяв з червня 1862 р. у Варшаві. Його вибрали з Міського комітету з наміром взяти під свій контроль увесь конспіративний рух у Царстві Польському. Керував підготовкою Січневого повстання: розгортав підпільну організацію, встановлював народний податок, призначив народну поліцію. 12 серпня 1862 р. він видав прокламацію до селян, в якій обіцяв їм викупні права, а також звернувся до євреїв, які мали стати рівноправними членами вільного польського суспільства. Прокламацією від 1 вересня 1862 р. Комітет проголосив себе реальною владою нації та вимагав покори від усього суспільства. Друкованим органом комітету був «Рух» («Ruch»).
22 січня 1863 р. Комітет був перетворений на Тимчасовий національний уряд і проголосив початок повстання, а також видав декрет про надання селянам-власникам виборчих прав і обіцянку землі безземельним, які візьмуть участь у повстанні. Після падіння диктатури Маріана Лангевича у квітні 1863 р. Комітет був переповнений білими, і з 10 травня він офіційно називався Національним урядом.

## Члени
- Оскар Авейде (з 3 січня 1863)
- Стефан Бобровський (з 3 січня 1863 до 19 січня 1863)
- Владислав Даниловський
- Ярослав Домбровський, голова міста Варшави
- Агатон Ґіллер закордонних справ і преси (з 3 січня 1863 р.)
- Юзеф Каетан Яновський внутрішні справи та справи Литви і Русі
- Вітольд Марчевський
- О. Кароль Мікошевський духовні справи та піклування про людей
- Ян Майковський казначейські справи, з 3 січня 1863 р. також справи преси
- Зигмунт Падлевський, військовий начальник міста Варшави, військова справа
- Броніслав Шварце[1]

## Виноски
1. ↑  Andrzej Biernat, Ireneusz Ihnatowicz, Vademecum do badań nad historią XIX i XX wieku, Warszawa 2003, s. 483, Franciszka Ramotowska, Tajemne państwo polskie, t. I Warszawa 1999, s. 18.